# Pavlovce, Rimavská Sobota
Pavlovce este o comună slovacă, aflată în districtul Rimavská Sobota din regiunea Banská Bystrica, pe malul râului Rimava⁠(d). Localitatea se află la altitudinea de 188 m deasupra n.m., se întinde pe o suprafață de 7,07 km2 și în 2017 număra 408 locuitori. Se învecinează cu comuna Sútor.

## Istoric
Localitatea Pavlovce este atestată documentar din 1431.

## Demografie
| An:                | 1994 | 2004    | 2014    | 2024   |
| ------------------ | ---- | ------- | ------- | ------ |
| Număr de persoane: | 315  | 347     | 395     | 422    |
| Diferență:         |      | +10,15% | +13,83% | +6,83% |

| An:                | 2023 | 2024   |
| ------------------ | ---- | ------ |
| Număr de persoane: | 427  | 422    |
| Diferență:         |      | −1,17% |